# Sabine Becker
Sabine Becker, född 13 augusti 1959 i Karl-Marx-Stadt, är en tysk före detta skridskoåkare som tävlade för Östtyskland.
Becker blev olympisk silvermedaljör på 3 000 meter vid vinterspelen 1980 i Lake Placid.